# Scutum (pajzs)

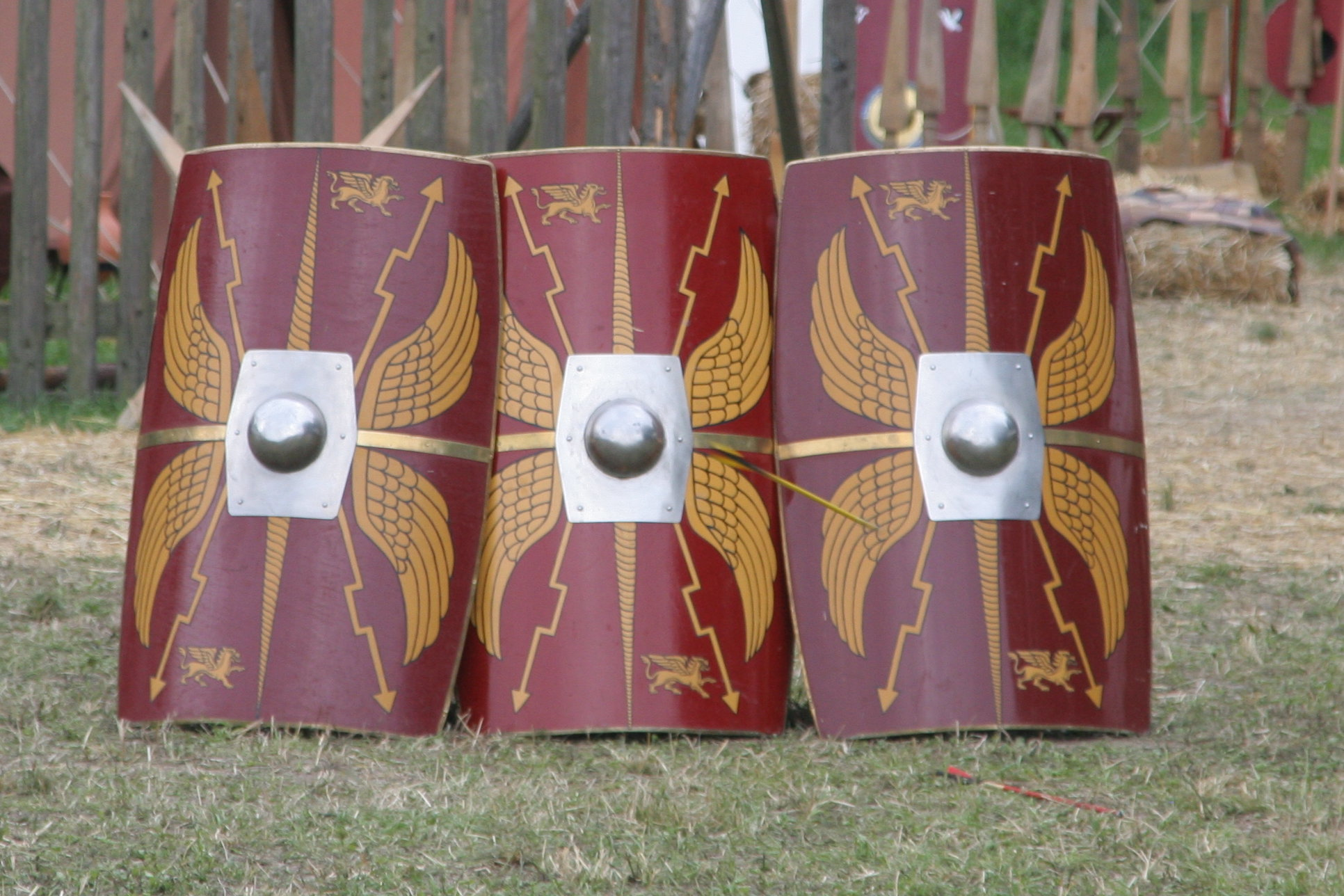
A scutum

A pajzs latin elnevezése. A kifejezést egyértelműség kedvéért kizárólag a római legionariusok védőeszközére használja a területtel foglalkozó szaknyelv. Formája és mérete a történelem folyamán sokat változott. Klasszikus formájában vállmagasságig érő, körív mentén hajtott, négyszög alakú eszköz.

## Felépítése
Alapja több réteg, egymásra merőlegesen összedolgozott falemez. A két irányból felfekvő lemezek a pajzs szilárdságát, különböző irányból érkező csapások elleni ellenállását növelték. Hátoldalán lécmerevítés kapott helyet. Külső oldala bőrborítású, gyakran festett, a szélein bronz keret erősítette. Nem csak passzív, de aktív védekezésre, sőt támadásra is alkalmas. Lefelé sújtva mind a pajzs alatt átdugott kard leszerelésére, mind a véletlenül odatévedt testrészek roncsolására is használható volt.
Közepén kettős funkciójú vas pajzsgomb, az umbo kapott helyet. A korai időszakban egy fagerincből emelkedett ki, később ezt elhagyták. Az umbo egyrészt ütéskor maga is harci eszközként funkcionált, másrészt a pajzs átellenes oldalán helyezték el a keresztben felerősített fogantyú, amelynél a legionarius leengedett kézzel a pajzsot tartotta. 